# 50 złotych polskich (1827–1829)
50 złotych polskich (1827–1829) – moneta pięćdziesięciozłotowa Królestwa Kongresowego okresu autonomii, zwana również podwójnym złotym królewskim, wprowadzona jako następczyni pięćdziesięciozłotówki bitej w latach 1819–1823, po śmierci cara Aleksandra I, za panowania Mikołaja I. Była bita w złocie, z datą 1827 i 1829, według systemu monetarnego opartego na grzywnie kolońskiej. Była ostatnią pięćdziesięciozłotówką Królestwa Kongresowego. Wycofano ją z obiegu 1 maja 1847 r.
Moneta została wybita z otokiem, podobnie jak niektóre inne nominały Królestwa Polskiego okresu autonomii emitowane po 1819–, albo po 1820 r.

## Awers
Na tej stronie umieszczono prawe popiersie cara Aleksandra I, otokowo napis:

ALEXANDER I CES• ROS•WSKRZESICIEL KRÓL•POLS•1815*

Dookoła znajduje się wypukły otok.

## Rewers
Na tej stronie umieszczono w wieńcu nominał „50", pod nim napis „ZŁO•POL•” poniżej rok 1827 lub 1829, na dole znak intendenta mennicy w Warszawie – F.H. (Fryderyka Hungera). Całość otoczona napisem:

MIKOŁAY I.CES•WSZ•ROSSYI KRÓL POLSKI PANUJĄCY*

Dookoła znajduje się wypukły otok.

## Opis
Monetę bito w mennicy w Warszawie, w złocie próby 916, na krążku o średnicy 24 mm, masie 9,8102 grama, z rantem ząbkowanym, z otokiem. Według sprawozdań mennicy w latach 1827–1831 w obieg wypuszczono 2189 pięćdziesięciozłotówek.
Stopień rzadkości poszczególnych roczników przedstawiono w tabeli:
| Rocznik                  | Stopień rzadkości | Szacowana liczba egzemplarzy | Zdjęcie |
| ------------------------ | ----------------- | ---------------------------- | ------- |
| 50 złotych polskich 1827 | R5                | 26–120                       |         |
| 50 złotych polskich 1829 | R3                | 601–3000                     |         |

Moneta była bita w latach panowania Mikołaja I, więc w numizmatyce rosyjskiej zaliczana jest do kategorii monet tego cara.
Mimo, że w aktach normatywnych nazwą monety był podwójny złoty królewski, na rewersie został wybity nominał: 50 złotych polskich. Monety nie stanowiły jednak równowartości 50 złotych polskich w srebrze. Były to w rzeczywistości dwie odrębne waluty złotowe:
- złoty polski w złocie oraz
- złoty polski w srebrze.

W okresie powstania listopadowego rozporządzeniem Rządu Narodowego z 31 marca 1831 r. zrezygnowano z bicia zarówno podwójnych– (50-złotówek) jak i pojedynczych złotych królewskich (25-złotówek). Nieliczne powstańcze emisje tych złotych monet zostały antydatowane na rok 1829. Po upadku zrywu 1831 r. powrócono do emisji złotych monet przedpowstaniowych, ale tylko o nominale 25 złotych polskich (roczniki 1832 i 1833).